# Transcontinental Gagné
Pour les articles homonymes, voir Gagné.
Transcontinental Gagné est une imprimerie québécoise fondée en 1890 par William-Henri Gagné située Louiseville en Mauricie.

## Historique
Créée sous le nom d'Imprimerie Gagné, l'entreprise est d'abord située à Saint-Justin dans l'actuelle région de la Mauricie. En 1979, elle déménage à Louiseville.
Elle est achetée en 1998 par Transcontinental et elle devient depuis Transcontinental Gagné. Une nouvelle usine a été inaugurée en 2006. Par suite de pertes de plusieurs millions de dollars, dues à un domaine en perte de vitesse et face aux nouveaux médias électroniques. Transcontinental Gagné est vendu à l'entreprise Marquis en 2012, qui devient Marquis Gagné. Depuis 2015, Marquis Gagné a de nouveau pris de l’expansion.